# Ochodaeus deceptor
Ochodaeus deceptor là một loài bọ cánh cứng trong họ Ochodaeidae. Loài này được Arrow miêu tả khoa học đầu tiên năm 1907.